# Булдеєвське сільське поселення
Булде́євське сільське поселення (рос. Булдеевское сельское поселение) — муніципальне утворення у складі Цівільського району Чувашії, Росія. Адміністративний центр — присілок Булдеєво.
Станом на 2002 рік існували Булдеєвська сільська рада (присілки Акнязево, Акташкаси, Булдеєво, Тіньговатово, Урезекаси, Шордауші) та Вурумсютська сільська рада (присілки Вурмери, Вурумсют, Єлюй, Сюткаси, Тожможари).

## Населення
Населення — 1187 осіб (2019, 1434 у 2010, 1594 у 2002).

## Склад
До складу поселення входять такі населені пункти:
| Населений пункт        | Населення, осіб (2002) | Населення, осіб (2010) |
| ---------------------- | ---------------------- | ---------------------- |
| Акнязево, присілок     | 135                    | 114                    |
| Акташкаси, присілок    | 122                    | 117                    |
| Булдеєво, присілок     | 179                    | 175                    |
| Вурмери, присілок      | 185                    | 186                    |
| Вурумсют, присілок     | 186                    | 156                    |
| Єлюй, присілок         | 110                    | 81                     |
| Сюткаси, присілок      | 85                     | 96                     |
| Тіньговатово, присілок | 305                    | 261                    |
| Тожможари, присілок    | 68                     | 64                     |
| Урезекаси, присілок    | 106                    | 91                     |
| Шордауші, присілок     | 113                    | 93                     |